# ドナルドの恐怖の一夜
『ドナルドの恐怖の一夜』（ドナルドのきょうふのいちや、原題：Duck Pimples）は、ウォルト・ディズニー・プロダクション（現：ウォルト・ディズニー・カンパニー）が製作したアニメーション短編映画作品。1945年8月10日公開。ドナルドダック・シリーズの第58作である。

## ストーリー
嵐の夜にラジオを聞こうとするドナルドだったが、どのチャンネルも怖い話ばかり。
そんな中、謎の男が突然訪ねてきてドナルドに半ば強引に本を手渡して跡形もなく消えてしまう。仕方なく男の置いていった本を読むドナルド。内容はミステリー物らしく、宝石泥棒のドーピーとドーピーが盗んだ宝石を横取りしようとする悪党・ルイのやり取りが。さらに、そこに刑事・ヘネシーもやって来る。ヘネシーが「誰が盗んだんだ」と問うと、「こいつだよ！」と本の中からドーピーの手が飛び出してドナルドを指差し……。

## スタッフ
- 監督：ジャック・キニー
- 脚本：ヴァージル・パーチ、ディック・ショウ
- 音楽：オリバー・ウォレス
- 作画：ミルト・カール、アンディ・イングマン、ハル・キング、ジョン・シブリー
- 背景：ニーノ・カービー
- レイアウト：ドン・ダグラディ

## キャスト
| キャラクター          | 原語版                     | 旧吹き替え版    | 新吹き替え版 |
| --------------------- | -------------------------- | --------------- | ------------ |
| ドナルドダック        | クラレンス・ナッシュ       | 関時男          | 山寺宏一     |
| セールスマン          | ?                          | 小山武宏        | 茶風林       |
| 本の語り手            | ?                          | ?               | 中博史       |
| ドーピー・デイヴ      | ?                          | 牛山茂          | ?            |
| 悪党・ルイ            | ?                          | 金尾哲夫        | ?            |
| H・U・ヘネシー        | ビリー・ブレッチャー       | 遠藤征慈        | 笹岡繁蔵     |
| コリーン              | メアリー・レナハン         | 後藤真寿美      | ?            |
| レスリー・J・クラーク | ?                          | 江原正士        | 茶風林       |
| J・ハロルド・キング   | ?                          | 小山武宏        | 中博史       |
| ラジオの声            | ドゥードゥルズ・ウィーバー | 久米明 江原正士 | 中田和宏     |
| ナレーション          | -                          | 土井美加        | -            |

## 日本での公開
収録
- 『ディズニーのこわ～いお話』（VHS、株式会社ポニー、旧吹き替え版）
- 『ディズニーのこわ～いお話』（LD、1987年発売、旧吹き替え版）
- 『アニメフェスティバル4』（LD、1988年発売、旧吹き替え版）
- 『ドナルドダック・クロニクル Vol.2 限定保存版』（DVD、ブエナ・ビスタ・ホーム・エンターテイメント、2009年発売、新吹き替え版）

放送
- 『ディズニークラシック短編集』（新吹き替え版） - 不定期

## その他
登場人物の名前はウォルト・ディズニー・プロダクションに関係する人物から取られている。例えば、レスリー・J・クラークはアニメーターのレス・クラーク、H・U・ヘネシーはアーティストのヒュー・ヘネシーに由来している。